# شکست‌ناپذیر (فیلم ۲۰۰۹ واکاماتسو)
شکست‌ناپذیر (انگلیسی: Shizumanu Taiyō) یک فیلم است که در سال ۲۰۰۹ منتشر شد. این فیلم براساس حادثه پرواز ۱۲۳ هواپیمایی ایر ژاپن ساخته شده است.
بخش هایی از این فیلم در کشور های پاکستان، ایران و کنیا فیلمبرداری شده است.

## داستان
هاجیمه اونچی ، کارمند یک شرکت هواپیمایی بزرگ ملی بنام "NAL" است . قسمت اول فیلم به فعالیت اونچی به عنوان رئیس اتحادیه کارمندان در دهه 1960 متمرکز است و قسمت های دوم و سوم این فیلم در سال 1985 اتفاق می افتد و وقایع سقوط یک جت جامبو و عواقب آن را در داخل شرکت شرح می دهد.

## بازیگران
- کن واتانابه
- توموکازو میورا
- ترویوکی کاگاوا
- کیوکا سوزوکی
- اریکا تودا
- تائه کیمورا
- یاسوکو ماتسویوکی
- تاداشی یوکوچی